# Eugalta propodeator
Eugalta propodeator là một loài tò vò trong họ Ichneumonidae.